# Moreno Valley
Moreno Valley je město v okresu Riverside County ve státě Kalifornie ve Spojených státech amerických. Po městě Riverside jde o druhé největší město v Riverside County, zároveň jde o 21. největší město v Kalifornii a 109. největší město v USA. Nachází se jižně od jednoho z největších kalifornských měst San Bernardina.
K roku 2020 zde žilo 208 634 obyvatel. S celkovou rozlohou 133 km² byla hustota zalidnění 1 604 obyvatel na km². Město bylo pojmenováno po osadě Moreno, která se v místě nacházela před tím, než byla oblast hustě zastavěna převážně obytnou zástavbou. Údolí Moreno nicméně bylo obýváno již nejméně před 2 300 lety. Město se nachází v oblasti semiaridního podnebí. 